# 贝蒂尼库尔
贝蒂尼库尔（法語：Bétignicourt，法語發音：[betiɲikuʁ]）是法国奥布省的一个市镇，属于奥布河畔巴尔区。

## 地理
贝蒂尼库尔（48°26'48"N, 4°27'20"E）面积3.18 平方千米，位于法国大東部大區奥布省，该省份为法国中北部省份，北起马恩省，西接塞纳-马恩省，西南至约讷省，东南至科多尔省，东临上马恩省。
与贝蒂尼库尔接壤的市镇（或旧市镇、城区）包括：布罗、瓦尔河畔沙莱特、莱斯蒙、罗奈洛皮塔勒、圣克里斯托夫-多迪尼库尔。

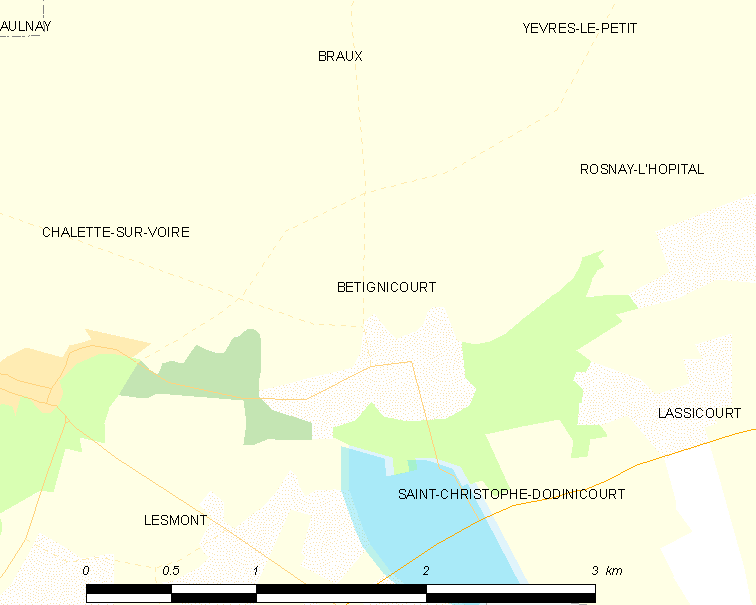
贝蒂尼库尔的OSM定位图

贝蒂尼库尔的时区为UTC+01:00、UTC+02:00（夏令时）。

## 行政
贝蒂尼库尔的邮政编码为10500，INSEE市镇编码为10044。

## 政治
贝蒂尼库尔所属的省级选区为布列讷堡县。

## 人口

1962-2008年间贝蒂尼库尔人口变化图示

贝蒂尼库尔于2022年1月1日时的人口数量为33人。